# 阿普勞區
阿普勞區（西班牙語：Distrito de Aplao），是秘魯的一個區，位於該國南部阿雷基帕大區的卡斯蒂利亞省，面積640.04平方公里，海拔高度617米，2005年人口9,015，人口密度每平方公里14人。